# Spušten očni kapak
Spušten očni kapak ili ptoza (lat. ptozis) je jednostrana ili obostrana spuštenost gornjeg očnog kapka pri čemu je aktivno podizanje spuštenog kapka ograničeno a međukapačni prostor (lat. rima palpebralum) sužen. Tokom pokušaja bolesnika da snagom volje podigne spušteni očni kapak, dodatnim stezanjem mišića podizača obrve i čeonog mišića, dolazi do nabiranja čela i zabacivanja glave unazad kada je poremećaj obostran.
Prema uzroku nastanka ptoze se dele na: kongenitalne (urođene) i stečena (akvirirane).

## Epidemiologija
Frekvencija
U Sjedinjenim Državama učestalost kongenitalne ptoze nije zvanično objavljena. Međutim, u približno 70% poznatih slučajeva, kongenitalna ptoza utiče samo na jedno oko.
Na globalnom nivou incidencija kongenitalne ptoze u svetu nije poznata.
Mortalitet / Morbiditet
Ako kongenitalni ptoza zatvara bilo koji deo vidnog polja pediatrijskog pacijenta, operacija mora biti izvedena kako bi se problem rešio rano u životu. Inače, trajni gubitak vida može se javiti kao rezultat amblijopije, okluzione ambliopije, astigmatizma, očnog tortikolisa
Rasne razlike
Kongenitalna ptoza jednako se javlja među različitim rasama.
Polne razlike
Kongenitalna ptoza se podjednako javlja kod muškaraca i žena.
Starost
Kongenitalna ptoza je obično prisutna na rođenju, ali se može manifestovati i u prvoj godini života

## Patogeneza
Urođena miogena ptoza
U većini slučajeva kongenitalne ptoze, je rezultat lokalizovane miogene disgeneze. Umesto normalnih mišićnih vlakana, vlaknasta i masna tkiva su prisutna u mišićnom tkivu, smanjujući sposobnost levatora kapaka da se grči i opusti. 
Kongenitalni ptoza se takođe može desiti kada se inverzacija na levatoru kapka prekine neurološkim ili neuromuskularnim disfunkcijama nervnih sinapsi. 
Nike oblici kongenitalne ptoze mogu predstavljati oblik urođenog poremećaja kranijalne disinervacije.
Urođena neurogena ptoza
Veruje se da je urođena neurogena ptoza uzrokovana Hornerovim sindromom.  U ovom slučaju, blaga ptoza može biti povezana sa ipsilateralnom ptozom makule i hipopigmentacijom areole i anhidrozom usled pareze mišića gornjeg tarzalnog mišića. Stečeni Hornerov sindrom može se javiti nakon traume, neoplazme ili čak vaskularne bolesti. 
Stečena ptoza
Ptoza može biti uzrokovana aponeurozom mišića levatora, abnormalnostima nerava, traumom, zapaljenjem ili lezijama očnih kapaka ili orbite.  Disfunkcije levatora mogu nastati kao rezultat napada autoimunih antitela i eliminacije neurotransmitera. 
Može biti uzrokovan miogenim, neurogenim, aponeurotičnim, mehaničkim ili traumatskim faktorom; obično se javlja izolovano, ali može biti povezan sa raznim drugim stanjima, kao što su imuni, degenerativni ili nasledni poremećaji, tumori ili infekcije. 
Stečena ptoza najčešće je uzrokovana aponeurotičkim faktorima. Ovo može nastati kao rezultat starenja, dehiscencije ili dezinsercije aponeuroze mišića levatora. Štaviše, hronična upala ili intraokularna hirurgija mogu dovesti do istog efekta. Takođe se veruje da nošenje kontaktnih sočiva tokom dužeg vremenskog perioda ima određeni uticaj na razvoj ovog stanja.
Ptoza usled traume može nastati nakon laceracije očnog kapka sa transekcijom levatora gornjeg kapka ili poremećajem nervnog ulaza. 
Drugi uzroci ptoze uključuju neoplazme očnih kapaka, neurofibrome ili ožiljke nakon upale ili operacije. Blaga ptoza se može javiti sa godinama. Spušteni kapak može biti jedan od prvih znakova paralize trećeg nerva zbog aneurizme velikog mozga, koja je inače asimptomatska i naziva se paraliza okulomotornog nerva.

## Klinička slika
Klinička slika se manifestuje otokom koji može biti prisutan na jednom ili na oba kapka, zavisno o uzroku. Kapak može prekriti samo gornji deo oka, ili celu zenicu.
Problemi sa vidom će takođe mogu biti prisutni:
- U početku je to samo osećaj da je gornji deo vidnog polje blokiran.
- Kada kapak (kapci) prekriju zenicu oka, vid može postati potpuno onemogućen.
- Deca mogu da savijaju glavu put nazad kako bi im to pomoglo da vide ispod kapka.
- Zamor i bol oko očiju takođe mogu biti prisutni.
- Može se primetiti i pojačano suzenje uprkos osećaju suvih očiju.

## Terapija
Lečenje kongenitalne ptoze
Lečenje urošenog oblika ptoze je hirurško, a kada će se primeniti zavisi od stepena izraženosti ptoze. Ukoliko je ivica spuštenog kapka postavljena tako da ne zaklanja predeo ženice, sa operativnim zahvatom se ne žuri, pa se operacija ptoze po pravilu izvodi pred polazak deteta u školu.
Ukoliko je gornji kapak suviše spušten i njegova slobodna ivica zaklanja polovinu ili više od polovine zeničnog otvora, urođena ptoza mora se operisati krajem prve godine života kako se ne bi razvila razvila slabovidost.
Lečenje stečene ptoze
Lečenje stečene ptoze zavisi od uzroka njenog nastanka. Neurogena ptoza u sklopu paralize okulomotornog živca i ptoza nastala povredom mogu se spontano povući bez terapije posle određenog vremena, dok simpatička ptoza (Homerov sindrom) kao klinička forma neurogene ptoze običnome zahteva hirurški tretman. Senilna ptoza i neke kliničke forme miogene ptoze (okulo-faringealna mišićna distrofija) zahtevaju hiruršku korekciju.

## Literatura
- Guercio, J. R.; Martyn, L. J. (фебруар 2007). „Congenital malformations of the eye and orbit”. Otolaryngol Clin North Am. 40 (1): 113—40. PMID 17346564. doi:10.1016/j.otc.2006.11.013., vii.
- Berry-Brincat A, Willshaw H (јул 2009). „Paediatric blepharoptosis: a 10-year review”. Eye (Lond). 23 (7): 1554—9.
- Mendes S, Beselga D, Campos S, Neves A, Campos J, Carvalho S;  . (2015). „Possible rare congenital dysinnervation disorder: congenital ptosis associated with adduction”. Strabismus. 23 (1): 33—5. PMID 25581513. doi:10.3109/09273972.2014.999797.
- Decock, C. E.; De Baere EE, Bauters W, Shah AD, Delaey C, Forsyth R;  . (децембар 2011). „Insights into levator muscle dysfunction in a cohort of patients with molecularly confirmed blepharophimosis-ptosis-epicanthus inversus syndrome using high-resolution imaging, anatomic examination, and histopathologic examination”. Archives of Ophthalmology. 129 (12): 1564—9. doi:10.1001/archophthalmol.2011.348.
- Tzschach A, Kelbova C, Weidensee S, Peters H, Ropers HH, Ullmann R;  . (март 2008). „Blepharophimosis-ptosis-epicanthus inversus syndrome in a girl with chromosome translocation t(2;3)(q33;q23)”. Ophthalmic Genet. 29 (1): 37—40.
- Wabbels B, Schroeder JA, Voll B, Siegmund H, Lorenz B (октобар 2007). „Electron microscopic findings in levator muscle biopsies of patients with isolated congenital or acquired ptosis”. Graefes Arch Clin Exp Ophthalmol. 245 (10): 1533—41.
- Bagheri A, Aletaha M, Saloor H, Yazdani S (2007 May-Jun). „A randomized clinical trial of two methods of fascia lata suspension in congenital ptosis”. Ophthal Plastic and Reconstructive Surgery. 23 (3): 217—21. Проверите вредност парамет(а)ра за датум: |date= (помоћ)
- Philandrianos C, Galinier P, Salazard B, Bardot J, Magalon G (2009). „Congenital ptosis: long-term outcome of frontalis suspension using autogenous temporal fascia or fascia lata in children”. J Plast Reconstr Aesthet Surg. Apr 10.
- Chong, K. K.; Fan DS; Lai CH; Rao SK; Lam PT; Lam DS (јануар 2010). „Unilateral ptosis correction with mersilene mesh frontalis sling in infants: thirteen-year follow-up report”. Eye (Lond). 24 (1): 44—9.
- Lin, L. K.; Uzcategui, N.; Chang, E. L. (2008 Nov-Dec). „Effect of surgical correction of congenital ptosis on amblyopia”. Ophthal Plastic and Reconstructive Surgery. 24 (6): 434—6. Проверите вредност парамет(а)ра за датум: |date= (помоћ)
- Lee, M. J.; Oh JY; Choung HK; Kim NJ; Sung MS; Khwarg SI (јануар 2009). „Frontalis sling operation using silicone rod compared with preserved fascia lata for congenital ptosis a three-year follow-up study”. Ophthalmology. 116 (1): 123—9.
- Ho, Y. F.; Wu, S. Y.; Tsai, Y. J. (децембар 2016). „Factors Associated with Surgical Outcomes in Congenital Ptosis: A 10-Year Study of 319 Cases”. American Journal of Ophthalmology.
- Bernardini, F. P.; Devoto, M. H.; Priolo, E. (март 2007). „Treatment of unilateral congenital ptosis”. Ophthalmology. 114 (3): 622—3.
- Yoon, J. S.; Lew, H.; Lee, S. Y. (2008 Nov-Dec). „Bell's phenomenon protects the tear film and ocular surface after frontalis suspension surgery for congenital ptosis”. J Pediatr Ophthalmol Strabismus. 45 (6): 350—5. Проверите вредност парамет(а)ра за датум: |date= (помоћ)
- Lin, L. K.; Uzcategui, N.; Chang, E. L. (2008 Nov-Dec). „Effect of surgical correction of congenital ptosis on amblyopia”. Ophthal Plastic and Reconstructive Surgery. 24 (6): 434—6. Проверите вредност парамет(а)ра за датум: |date= (помоћ)
- Lee, M. J.; Oh JY; Choung HK; Kim NJ; Sung MS; Khwarg SI (јануар 2009). „Frontalis sling operation using silicone rod compared with preserved fascia lata for congenital ptosis a three-year follow-up study”. Ophthalmology. 116 (1): 123—9.
- Salour, H.; Aletaha, M.; Bagheri, A. (2008 Nov-Dec). „Comparison of Mersilene mesh and autogenous fascia lata in correction of congenital blepharoptosis: a randomized clinical trial”. Eur J Ophthalmol. 18 (6): 853—7. Проверите вредност парамет(а)ра за датум: |date= (помоћ)
- Bergin DJ. Management and surgery of congenital and acquired ptosis. Continuing Ophthalmic Video Education. 1990.
- Clark, B. J.; Kemp EG; Behan WM; Lee WR (новембар 1995). „Abnormal extracellular material in the levator palpebrae superioris complex in congenital ptosis”. Archives of Ophthalmology. 113 (11): 1414—9. PMID 7487603. doi:10.1001/archopht.1995.01100110074028.
- Malone, T. J.; Nerad, J. A. (1988). „The surgical treatment of blepharoptosis in oculomotor nerve palsy”. American Journal of Ophthalmology. 105 (1): 57—64. doi:10.1016/0002-9394(88)90121-3.
- Finsterer, Josef (2003). „Ptosis: Causes, Presentation, and Management”. Aesthetic Plastic Surgery. 27 (3): 193—204. PMID 12925861. doi:10.1007/s00266-003-0127-5.)
- Meyer, D. R.; Rheeman, C. H. (октобар 1995). „Downgaze eyelid position in patients with blepharoptosis”. Ophthalmology. 102 (10): 1517—23. doi:10.1016/S0161-6420(95)30837-8.
- Weinberg, D. A.; Lesser, R. L.; Vollmer, T. L. (1994 Nov-Dec). „Ocular myasthenia: a protean disorder”. Surv Ophthalmol. 39 (3): 169—210. Проверите вредност парамет(а)ра за датум: |date= (помоћ)
- Yilmaz, N.; Hosal, B. M.; Zilelioglu, G. (јун 2004). „Congenital ptosis and associated congenital malformations”. J AAPOS. 8 (3): 293—5.

## Spoljašnje veze
|  | Molimo Vas, obratite pažnju na važno upozorenje u vezi sa temama iz oblasti medicine (zdravlja). |